# Никта
 Тази статия е за богинята.  За спътника на Плутон вижте Никта (спътник).  
Никта (на старогръцки: Νύξ, Нюкта, на гръцки: Νύκτα, Нукта или Νύχτα, Нихта, в превод нощ) в древногръцката митология е богиня, олицетворение на нощта.
Никта е създадена от Хаоса, заедно с бога на мрака Ереб, Ефир и Химера и е една от изначалните богини. Никта е майка на много божества: Танатос (смъртта и убийствата), Хипнос (съня с тежки видения), Ерида (богинята на раздора), Ату, Кери, Немезида (богинята на отмъщението), Мом (злословие и насмешка), мойрите (богините на съдбата) и Хесперидите – все сили, държащи живота и смъртта.
Никта е живеела в Тартар. Там, където ежедневно се срещат нощта и деня, разменят местата си и обхождат земята. Там се намират и домовете на Танатос и Хипнос. Място, което Хелиос никога не вижда.
Никта участва в битката с титаните на страната на олимпийските богове.
Изобразявана е със закрито лице и тъмни дрехи. Нейни земни деца са вампирите, които тя бележи със знак – полумесец на челото, те са нейните очи и уши на земята. От тях се иска само да следват пътя на богинята си и биват дарявани с неповторими божествени дарове като връзки с някоя от петте природни стихии – Земя, Огън, Вода, Въздух и Дух. Върху северния фриз на Пергамския олтар е изобразена като млада жена в ръка с полумесец или Луната. Често държи в ръце невръстните Танатос и Хипнос.